# Língua mogholi
Moghol (ou Mogholi; Dari: مُغُلی) é uma língua mongol uma vez falada na região de Herat, Afeganistão, nas aldeias de Kundur e Karez-i-Mulla. Os falantes foram os Mogholis, que contavam com 2.000 membros na década de 1970. Eles descendem dos remanescentes do exército mongol de Genghis Khan estacionado no Afeganistão no século 13.
Na década de 1970, quando o estudioso alemão Michael Weiers fez um trabalho de campo sobre o idioma, poucas pessoas o falavam, a maioria o conhecia passivamente e a maioria tinha mais de 40 anos. Não se sabe se ainda há falantes do idioma.
A língua foi fortemente influenciada pelo persa em sua fonologia, morfologia e sintaxe, fazendo com que Weiers afirme que tem a aparência de uma "verdadeira língua crioula asiática interno".

## Escrita
Historicamente, a língua Moghol foi escrita usando a escrita árabe. A literatura Mogholi existente incluía textos islâmicos, poesia, vocabulários Mogholi-Persa e gramáticas Mogholi.
| ح | چ | ج | ث | ت | پ | ب | ا |
| ش | س | ژ | ز | ر | ذ | د | خ |
| ق | ف | غ | ع | ظ | ط | ض | ص |
| ی | و | ه | ن | م | ل | گ | ك |

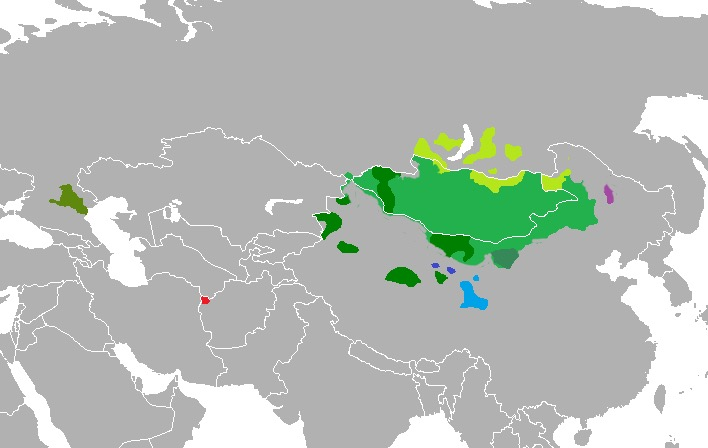
Mapa de locais falantes da língua mogholi

A gramática Moghol mostra uma influência substancial das línguas persas, tendo emprestado até mesmo classes de palavras não encontradas em outras línguas mongólicas: os tipos de palavras são são substantivos, verbos, adjetivos, pronomes, preposições, advérbios e conjunções.
Os substantivos são marcados por número e caso. Os verbos são marcados por pessoa, número, aspecto de tempo e modo. Adjetivos flexionam para o grau comparativo e superlativo com os sufixos persas -tar e -tariin, mas não para número e caso.

## Fonologia
A fonologia de Moghol é influenciada pela língua persa.
```
Possui um sistema de seis qualidades vocálicas sem contraste de extensão 
/i e a u o ɔ/
.
[
3
]
```

|                   |             | Labial | Alveolar | Pós-alveolar/ Palatal | Velar | Uvular | Glotal |
| ----------------- | ----------- | ------ | -------- | --------------------- | ----- | ------ | ------ |
| Plosiva/ Africada | surda       | p      | t        | t͡ʃ                    | k     | q      | ʔ      |
| Plosiva/ Africada | sonora      | b      | d        | d͡ʒ                    | ɡ     |        |        |
| Fricativa         | surda       | f      | s        | ʃ                     |       |        | h      |
| Fricativa         | sonora      |        | z        | ʒ                     |       |        |        |
| Nasal             | Nasal       | m      | n        |                       |       |        |        |
| Aproximante       | Aproximante |        | l        | j                     | w     |        |        |
| Vibrantel         | Vibrantel   |        | r        |                       |       | ʀ      |        |

## Numerais
Os numerais Mogholi são (cf. Janhunen  - 2003):
|    | Português | Moghol                         | Proto-Mongol    | Língua Mogol atual |
| -- | --------- | ------------------------------ | --------------- | ------------------ |
| 1  | um        | nikah ~ nika/n                 | *nike/n         | neg                |
| 2  | dois      | qeyår ~ qiar                   | *koxar ~ *koyar | khoyor             |
| 3  | três      | ghorbån ~ qurban               | *gurba/n        | gurav              |
| 4  | quatro    | dorbån ~ durba/n               | *dörbe/n        | döröv              |
| 5  | cinco     | tåbun ~ tabun                  | *tabu/n         | tav                |
| 6  | seis      | åsun ~ essun ~ jurghan ~ shish | *jirguxa/n      | zurgaa             |
| 7  | sete      | dålån ~ húft                   | *doluxa/n       | doloo              |
| 8  | oito      | sålån ~ húshtu                 | *na(y)ima/n     | naym               |
| 9  | nove      | tåsån ~ no                     | *yersü/n        | yös                |
| 10 | dez       | arbån ~ arban ~ dá             | *xarba/n        | arav               |

### Pronomes
Os pronomes pessoais mgholi são:
| perssoa | singular | plural                                     |
| ------- | -------- | ------------------------------------------ |
| 1ª      | bi       | bidah ~ bidat (inclusivo); mån (exclusivo) |
| 2ª      | ci       | tå ~ tåd                                   |
| 3ª      | i ~ ih   | tid ~ tit                                  |

Os pronomes demonstrativos são:
- inah ~ enah 'isto'
- inat ~ enad 'estes'
- mun ~ munah ‘isso’
- munat ~ mutah ~ mutat 'aqueles'

Os pronomes interrogativos são:
- emah ~ imah ~ imas 'o que'
- ken ~ kiyan 'quem'
- kenaiki 'cujo'
- emadu ~ imadu ~ emaji ~ imaji ~ emagalah 'por que'
- emaula- 'fazer o que'
- ked ~ keddu 'quanto'
- keja 'quando'
- oshtin 'como'

Os pronomes reflexivos são:
- orin 'eu'
- orindu-nah 'para si mesmo'
- usa-nah 'eu'

## Amostras de textos
Weiers noted down the following poem by the Moghol poet Abd Al-Qadir.
| Texto Moghol conforme Weiers: Dotanamni dog baina Hawoi ukini aimag baina Nesoni ugunambi agar toni baiji Mota giri qara qurgani baina. Ekimni dard kina halmini geibe Bemoor boljambi kam khormini geibe Bemoor boljambi kam khormini khodai jaan Ena bemoreztu parwoimini geibe. | Tradução inglesa do alemão de Weiers: Dentro do meu coração há uma ferida A garota que eu procuro e desejo é da tribo Aimaq Um sinal que eu te dou, se por acaso você estiver perto dela Saiba que em seu ger (yurt) há um cordeiro preto Minha cabeça dói, minha condição é ruim Eu estou doente e não me importo Estou doente, mas minha preocupação é o amor de Deus Esta doença eu dou (portanto) nenhuma atenção. |

Outro poema ou canção Moghol de Abd Al-Qadir escrito em alfabeto árabe (de Weiers):
| Texto Moghol conforme Weiers: Argun-i kulkah utalat Cingiz kulkah ulu’at Nirah-ci-du kulkah gahat ya gaut al-a’zam gar bari Karyas-du-ci kibah nudun lar-i dazam iz abatun Mun abd qadir gai urun ya gaut al-a’zam gar bari | ' Tradução inglesa do alemão de Weiers: Senhor dos senhores Arghun de antigamente, Gêngis rei dos reis Sob seu nome estão todas as coisas velhas oh supremo mediador segure (minha) mão Na sua cerca (acampamento) os olhos dos amigos sofredores descansarão Esse mesmo Abd Qadir descansa pacificamente oh supremo mediador segure (minha) mão |

|}